# FFVS J 22
O FFVS é um caça monomotor que foi fabricado na Suécia para a Força Aérea da Suécia durante a Segunda Guerra Mundial.

## Desenvolvimento
No início da Segunda Guerra a Força Aérea da Suécia (Flygvapnet) estava equipada com um grande número do obsoleto caça biplano Gloster Gladiator (J 8). Para resolver este problema a Suécia encomendou dos Estados Unidos 120 Seversky P-35 (J 9) e 144 Vultee P-66 Vanguard (J 10). Contudo em 18 de junho de 1940 após a Ocupação Alemã da Noruega, os Estados Unidos declarou um embargo sobre envio de armas para todas as outras nações com exceção do Reino Unido. Como resultado a Flygvapnet se viu escassa de caças modernos. Várias outras alternativas estrangeiras foram consideradas: o finlandês VL Myrsky e o soviético Polikarpov I-16 provaram-se insatisfatórios, e enquanto o Mitsubishi A6M Zero estava disponível, as entregas pelo Japão eram impraticáveis. Um lote de biplanos Fiat CR.42 Falco (J 11) e Reggiane Re.2000 Falco (J 20) foram eventualmente comprados, mas esta foi claramente uma solução provisória.
Com a Flygvapnet em face de uma séria escassez de aeronaves e a Saab produzindo em capacidade total os modelos bombardeiros Saab 17 e o bimotor Saab 18, uma nova firma e fábrica teve que ser estabelecida para o novo caça - Kungliga Flygförvaltningens Flygverkstad i Stockholm ("Fábrica de Aeronaves da Administração do Ar Real em Estocolmo", FFVS) sob a supervisão do engenheiro Bo Lundberg. A aeronave designada J 22, foi um monoplano com uma cobertura de madeira compensada sobre uma estrutura de aço. Asas e fuselagem em layout convencional, com trem de pouso estreito retraindo inteiramente para trás dentro da fuselagem. O motor do modelo era uma cópia do Pratt & Whitney R-1830 Twin Wasp, fabricado sem licença no momento, embora as taxas de licença tenham sido pagas depois.
O J 22 realizou o seu primeiro voo no dia 20 de setembro de 1942 a partir do aeroporto de Bromma, onde a fábrica estava localizada em Estocolmo. O modelo entrou em serviço em Outubro de 1943, com a ala aérea F9 de Gotemburgo, com o último de 198 unidades sendo entregue em Abril de 1946. 500 sub-montadores para o J 22 foram contratados.

## Variantes
| Variante        | Características | Qtd. produzida |
| --------------- | --- | --- |
| J 22-1 ou J 22A | Primeira versão de produção com 2 x metralhadoras de 8 mm (0,315 in) e 2 x metralhadoras de 13,2 mm (0,520 in) originalmente denominado J 22 UBv "Ursprunglig Beväpning" (armamento original)) | 141 |
| J 22-2 ou J 22B | Denominado J 22 Fbv "Förbättrad Beväpning" (armamento revisado)) com 4 x metralhadoras de 13,2 mm (0,520 in)                                                                                   | 57 |
| S 22-3 ou S 22  | Nove J 22-1 equipados para reconhecimento aéreo em 1946, restaurados para caças em 1947. Usava uma câmera Ska4 na cauda                                                                        | Nove J 22-1 equipados para reconhecimento aéreo em 1946, restaurados para caças em 1947. Usava uma câmera Ska4 na cauda |